# La Cage aux Folles
La Cage aux Folles – musical amerykański na podstawie francuskiej sztuki teatralnej Jeana Poireta pod tym samym tytułem. Słowa piosenek i muzykę stworzył Jerry Herman, a scenariusz musicalu napisał Harvey Fierstein. W Polsce wystawiany pod tytułem Klatka wariatek w reżyserii Macieja Korwina w Teatrze Muzycznym w Gdyni im. Danuty Baduszkowej. 
Na marzec 2013 warszawski Teatr Komedia zapowiada premierę spektaklu. Występują m.in. Jacek Bończyk, Maria Dejmek, Katarzyna Skrzynecka, Wojciech Kalarus, Paweł Tucholski, Kamil Dominiak, Michał Korzeniowski, Kamil Krupicz, Hubert Podgórski, Patryk Rożniecki, Leszek Stanek oraz Mirosław Woźniak
. 
Premiera odbyła się na Broadwayu w 1983. Piosenka "I Am What I Am" stała się jednym z hymnów LGBT. Na podstawie sztuki nakręcono film Klatka dla ptaków.

## Streszczenie

### Akt I
Georges, menadżer i konferansjer, zaprasza publiczność do nocnego klubu o nazwie "La Cage aux Folles". Tancerki znane jako Les Cagelles przedstawiają się widzom ("We Are What We Are"). Georges i jego wieloletni partner Albin mieszkają nad klubem, a ich domem zajmuje się "pokojówka" Jacob. Albin jest drag queen i gwiazdą klubu występującą pod scenicznym pseudonimem Zaza.
Kiedy Albin przygotowuje się do występu ("(A Little More) Mascara"), zjawia się 24-letni syn Georges'a Jean-Michel (owoc młodzieńczego eksperymentu z kobietą o imieniu Sybil). Chłopak oświadcza ojcu, że żeni się z Anną Dindon. Georges niechętnie przystaje na zaręczyny syna, ale kiedy Jean-Michel zapewnia go o wielkiej miłości, zgadza się na małżeństwo ("With Anne on My Arm"). Na nieszczęście ojciec Anny, Edouard Dindon, jest liderem prawicowej partii z tradycją, rodziną i moralnością w nazwie. Celem polityka jest likwidacja wszystkich klubów drag queen w okolicy. Wraz z żoną, Marią Dindon, chce odwiedzić rodziców przyszłego zięcia. Jean-Michel próbuje przekonać ojca, by podczas odwiedzin Dindonów Albin był nieobecny, a jego sceniczne stroje zostały wyniesione z domu. Chce także zaprosić Sybil, swoją biologiczną matkę, której nie widział od urodzenia i która się nim nigdy nie interesowała. Albin wraca z występu; Georges zmusza go do spaceru ("With You on My Arm").
Georges zabiera Albina do kawiarni państwa Renaud, gdzie wspomina ich pierwsze spotkanie ("Song on the Sand"). Wracają w chwili, kiedy Albin musi po raz drugi tego dnia wystąpić na scenie jako Zaza ("La Cage aux Folles"). Kiedy Albin śpiewa, Georges i Jean-Michel w pośpiechu przemeblowują dom. Albin wraca do mieszkania, dowiaduje się o planie Jeana-Michaela, ale zamiast spodziewanego wybuchu histerii wymownie milczy. Albin-Zaza wraca na scenę i wykonuje piosenkę ("I Am What I Am"). Kiedy kończy śpiewać, zrywa z głowy perukę i obrażony schodzi ze sceny.

### Akt II
Następnego dnia rano Georges znajduje Albina w kawiarni i przeprasza go za całą sytuację ("Song on the Sand [repryza]"). Uczy zniewieściałego Albina męskiego zachowania i poruszania się. Proponuje też, by podczas kolacji z Dindonami Albin wystąpił jako wuj Al ("Masculinity"). Pomysł ten nie podoba się Jeanowi-Michaelowi, który boi się skandalu przy przyszłych teściach. Georges przypomina mu, że Albin zastępował mu matkę ("Look Over There"). Tymczasem Sybil przysyła telegram z informacją, że nie może przyjechać, a Dindonowie pojawiają się w domu Georges'a i Albina ("Dishes [Cocktail Counterpoint]"). Albin, chcąc ratować Jeana-Michaela, pojawia się niespodziewanie na kolacji ubrany skromnie jako matka Jeana-Michaela. Zdenerwowany Jacob przypala danie główne. Wszyscy przenoszą się do restauracji "Chez Jacqueline" należącej do znajomej Jacqueline, której nikt nie uprzedził o całej sytuacji. Jacqueline prosi Albina, by wystąpił jako Zaza ("The Best of Times"). Albin dostaje ogromne brawa od zgromadzonych i w uniesieniu zdejmuje perukę, ujawniając tym samym zaskoczonym Dindonom prawdę o sobie. Edouard i Maria chcą zerwać zaręczyny córki. Po powrocie do domu Georgesa i Albina, Anna sprzeciwia się decyzji rodziców i oświadcza, że zostaje z narzeczonym. Jean-Michael przeprasza Albina za swoje zachowanie ("Look Over There [repryza]"). Rozwścieczeni Dindonowie nie mogą jednak wyjść, ponieważ przed klubem czekają na nich reporterzy żądni sensacji i gotowi uwiecznić polityka znanego z konserwatywnych poglądów w towarzystwie drag queen. Georges ma jednak plan. Pomoże wystraszonym groźbą afery Dindonom wydostać się z opałów, jeśli zgodzą się na małżeństwo córki. Będą mogli wyjść niezauważeni przez ich klub. Zbliża się finał przedstawienia w "La Cage Aux Folles". Georges zapowiada ostatni numer ("La Cage aux Folles [repryza]"). Na scenie pojawiają się Dindonowie w kostiumach tancerek z klubu, po czym uciekają z Anną i Jeanem-Michaelem niezauważeni przez paparazzich.

## Utwory
Akt I
- Prelude – Orkiestra
- "We Are What We Are" – Georges i Les Cagelles
- "(A Little More) Mascara" – Albin i Les Cagelles
- "With Anne on My Arm" – Jean-Michel i Georges
- "With You on My Arm" – Georges i Albin
- "Song on the Sand" – Georges
- "La Cage aux Folles" – Albin, Jacqueline i Les Cagelles
- "I Am What I Am" – Albin

Akt II
- "Song on the Sand" (repryza) – Georges i Albin
- "Masculinity" – Georges, Albin i Państwo Renaud
- "Look Over There" – Georges
- "Dishes (Cocktail Counterpoint)" – Georges, Edouard Dindon, Maria Dindon i Jacob
- "The Best of Times" – Albin, Jacqueline i Company
- "Look Over There" (repryza) – Jean-Michel
- "La Cage aux Folles" (repryza) – Georges
- Finale – Wszyscy